# リコール (一般製品)
リコールとは、設計・製造上の過誤などにより製品に欠陥があることが判明した場合に、法令の規定または製造者・販売者の判断で、無償修理・交換・返金・回収などの措置を行うことである。
法令に基づくリコールと、製造者・販売者による自主的なリコールとに大別される。

## 法令によるリコール

### 消費生活用製品安全法に基づくリコール
消費生活用製品安全法では、重大な欠陥製品に対して経済産業大臣が「危害防止命令（旧法では『緊急命令』）」としてリコールを命じる権限を規定しており、この命令によるリコールは過去に以下の3例があり、いずれもお詫びCMの放映に至っている。
- 2005年11月29日夕方に同日付、松下電器産業（現：パナソニック）製FF式石油暖房機による一酸化炭素中毒による死亡事故が発覚したことによるもの。詳しくはパナソニックホールディングス#ナショナルFF式石油暖房機の欠陥による死亡事故を参照。
- 2006年8月28日付、パロマ工業製ガス湯沸し器による一酸化炭素中毒による死亡事故が相次いで起こっていたことが発覚したことによるもの。詳しくはパロマ湯沸器死亡事故を参照。
- 2013年、TDK製加湿器による発火によるもの。長崎のグループホームでの火災でリコールがCMや新聞広告、チラシなどで呼びかけられている。
  - 2013年2月8日19:40頃に発生した長崎市の認知症高齢者グループホーム「ベルハウス東山手」の火災で、リコール対象のTDK製加湿器が、火元になった可能性が極めて高いことが判明した[3]。
  - 対象機種は4機種で、自主的なリコールの初出は1994年7月20日付に2機種、1999年1月27日付にほかの2機種で発表されている。

### 道路運送車両法に基づくリコール
道路運送車両法に基づく自動車やオートバイのリコール（無償修理）については、リコール (自動車)を参照。
こちらは登録が義務化されておりユーザーが特定されているため、トヨタの大規模リコールや三菱リコール隠し、タカタのエアバッグ問題等の大事にならない限り、お詫びCMの放映に至ることはほぼない。
リコール対策車が発生した場合、各自動車メーカーは該当製品の所有者にハガキで通知し、ディーラーなどで対策を施さなければならない。直ちに運行停止となるような重大なリコールは車検に合格できないが、多くの事案は使用を続けても法的な罰則などはなく、車検を受けることも可能。

### その他法令に基づくリコール
健康食品に医薬品成分の混入が検出された場合（薬事法）、食品衛生法の規定以外の食品添加物や残留農薬が検出された場合などに、保健所（都道府県、政令指定都市）から製品回収の指示が出される。

## 製造者・販売者の自主的なリコール
欠陥がある製品を製造・販売し、結果的に購入者が損害を被った場合、業者に過失が無かったとしても、製造物責任法の規定により原則としてこの損害の賠償責任を負わなければならない。また、欠陥がある製品を製造・販売したことによって、企業イメージ低下のリスクが発生することがあるが、実際に消費者の被害が発生することで企業イメージがより大きく低下するリスクとなる。これらのリスクの回避を目的として、製造者・販売者が自主的なリコール（製品の回収・交換・返金など）を行うことも多い。
厚生労働省、消費者庁は「自主回収（リコール）」と表記し、自主回収とリコールを同義語として扱っている。2021年6月から、事業者は食品の自主回収（リコール）を行う場合に行政への届出が義務化される。

### 実際の例
日用品、機械類の場合では、販売後に品質（主に安全性）が十分に確保されていないことが判明したケースが多い。
- 通常の使用で発火・発煙などや、強度不足などによる製品の折損などの損傷の可能性があり、生命や財産に危害を与える恐れがある。
- 玩具などで、食品衛生法の規定にない材料が使われていた。
- 食品で、味がおかしい、製造ライン上の不具合で、異物（フィルタやホース、ボルトなどの製造機械の部品など）が混入した可能性がある。
- 脅迫があった。

食品では、品質の問題以外にも、単なる表示上のミス（製品の品質自体には問題はない）が判明した場合がある。
- 賞味期限の印字ミス。
- 一部原材料名（乳、卵など食物アレルギー物質）の欠落。

実際に行われているリコールについては、独立行政法人国民生活センターによる情報収集・公開が行われている。

## 医薬品等の自主回収
回収される製品によりもたらされる健康への危険度の程度により、以下のとおり個別回収ごとに、I、II又はIIIの数字が割り当てられ、クラス分類される：
- クラスI - その製品の使用等が、重篤な健康被害又は死亡の原因となりうる状況
- クラスII - その製品の使用等が、一時的な若しくは医学的に治癒可能な健康被害の原因となる可能性があるか又は重篤な健康被害のおそれはまず考えられない状況
- クラスIII - その製品の使用等が、健康被害の原因となるとはまず考えられない状況

医薬品等の回収を行う製造販売業者等が作成した回収情報は、PMDAに公開されている。クラスIの大部分は日本赤十字社による血液製剤であるが、後発医薬品も見られる。クラスⅢの大部分は化粧品と医薬部外品で、外装表示の誤り（商品名「渦巻Ｗ」であるところを「渦巻きＷ」、色番号「ML」の品に「MO」ラベル貼付、配合成分「シリカ」を「リカ」と記載、など）が多くみられる。

## ユーザー特定の難しさとその対策
登録の必要がある製品、例えば自動車の場合は車検証の情報から「誰がどの車両を所有しているのか」を特定することができるためユーザーへの認知が行いやすく、前述の通りお詫びCMにはまず発展しない。しかしながら、他の登録の必要がない多数の製品の場合はメーカーや販売店がユーザー登録や購入履歴記録といった何らかの顧客データを持っていない限り「どこの誰が持っているのか」がわからない。そこに加え匿名性の高い販売ルートの隆盛(家電量販店や総合スーパー、ホームセンターなど)や業者間転売(例えば1970-80年代の家電販売業界では、販売店が資金繰り確保のために家電品を「金融品」として家電ブローカーや家電安売り店（城南電機など）へ転売することが多かった)、さらにはユーザー情報の変更(たとえば住所や氏名の変更、製品の譲渡･転売)も加わりユーザーの特定が事実上不可能となっている。それが故に回収漏れ製品による事故やリコールの長期化、お詫びCMの放映を引き起こしており下記のナショナル石油暖房機の件及びTDK加湿器の件については、事故を起こしたのは回収漏れの製品である可能性が高いとされている。
なお家電量販店を｢匿名性の高い販売ルート｣としたが、昨今ではケーズデンキ、ジョーシン、ビックカメラなどメンバーズカード会員に商品の購入履歴からリコール情報を提供するというサービスを行っている企業もある。
- パナソニックの事例● - その製造終了から最短32年･リコール開始から19年という期間の長さ(2024年時点)もさることながら、顧客データがあるため回収が進んだナショナルショップ販売分とは対照的に量販店等での販売分は一体どこにあるのか、さては廃棄処分されてしまったのかさえもわからないと言う事態に陥っており、対象製品が利用者の自宅で発見されたのみならず、自宅以外で発見された情報や、利用者によって買い替え・廃棄された情報までも集めている。発見された事例として「連絡者の実家」「空き家」「別荘」「空き部屋」「高齢者の自宅」「被介護者の自宅」「物置」「倉庫」「納屋」「ガレージ」「押し入れ」「事務所」「集会所」「店舗」を挙げるまでに至る。
- TDKの事例● - グループホームで火災事故を起こした1998年製の加湿器は、発売の翌年である1999年と実に事故発生の14年も前に通商産業省にリコールを届け出ていた[8]。また、それ以前に事故を起こした1993年製の加湿器に関しても1994年にリコールを届け出ており、こちらも9年間回収されなかったことになる[9]。
- トヨトミの事例[10] - 上記パナソニック、TDKと同じように1982～84年製造のファンヒーターで「一酸化炭素中毒の可能性あり」として86年から回収を続けているが全数把握にいたっておらず、初出から38年も経過した2024年現在もこの旨のWeb広告を出している。
- 三洋電機の事例● - 石油ファンヒーター「CFH-S221F」においては1985年当時でも残り10%程度とする行方不明のリコール対象品のために2017年現在もリコールを継続している。
- ボッシュの事例 - 1984年～92年に日本法人が輸入販売した食洗機・衣類乾燥機について発煙・発火事故が数度発生。しかし2004年11月よりリコールを行ったものの周知が進まず、2007年2月に経済産業省からも対策を急ぐように指示を受けている[11][12][13]。

※●はお詫びCM放映事例

## リコール期間の長期化
昨今、リコールに関し以下のような状況が発生している。
- 回収漏れ - 上記のTDK加湿器・ナショナル石油暖房機・ボッシュ食洗機/乾燥機の事例がこれに当たる。TDKの場合、リコール届け出・リコール開始の10年後に事故が起こってしまった。
- 古すぎる機種 - 下記のサンヨーの扇風機・エアコンの事例がこれに当たる。30年以上経過した、いわゆる高度成長期やバブル期の前後に販売されたような機器での事故が発生してきている。
- リコール期間の長期化 - 上記のパナソニック、TDK、ボッシュの事例で10年以上になる。サンヨー「CFH-S221F」や上記トヨトミ石油ファンヒーターのように30年以上続けているという事例も見られる。

ここまで来ると「メーカーの責任の範疇を越えている」といえ、特に長期使用製品に関しては実際に下記のサンヨーの扇風機の事例でも「経年劣化である」としてお詫びCMも「30年」と言う具体的な数字を出した上での「品番確認・使用中止・廃棄の要請」であった。
またその後長期使用製品安全表示制度が制定され、対象製品においては「その製品の寿命が何年程度とメーカーは見ているのか?」が表示されるようになった。

### 三洋電機の事例に見る、リコール対応年数の上限
2007年に三洋電機の扇風機が発火事故を起こしたが、それは30年以上経過した機種であった。例えば自動車であれば旧車扱いされ部品の供給も途絶えることが間々あるように、30年という時間はメーカーに責任を負わせるにはあまりにも長すぎる。この件に関しては「経年劣化」であるとして三洋電機（及びパナソニック）も回収や補修を行う事はなく、お詫びCMも含めユーザーに対する使用中止の要請や廃棄の案内を行うにとどまり、また同様に事故を起こした古い（発表当時で37年前の）エアコンに関しても同様の案内を出した。結果としてこの事故により少なくとも2016年2月現在のパナソニックにおいてはこの扇風機と前述のナショナル石油ストーブの対応の差から責任を負う限度は15年程度から30年未満にあると示されるような格好となった。
実際、「CFH-S221F」とは別のサンヨー製石油ファンヒーターは2017年に「製造終了から20年以上経ったから」とリコールを打ち切っている。しかしその一方で1984年製の「CFH-S221F」に関してはリコール開始当時でも残り10%程度とする行方不明の対象品のために1985年からと実に30年以上にもわたってリコールを継続しており、その旨を公式サイト上に掲載している。
また三洋電機は1969年から2018年頃まで充電式カミソリ及びライトを49年間回収を続けていたという事実もある。
なお補修用パーツ供給の都合も関係して、他社においても概ね似たようなものと考えられる。例えばボッシュは2011年、25年経過した洗濯機における発煙事故（上述のリコール案件とは別）において「東京消防庁は経年劣化と判断」「もうパーツはない」という点に触れてユーザーに製品の買い替えを行うよう周知を行った。